# Dudleyville
Dudleyville és una concentració de població designada pel cens dels Estats Units a l'estat d'Arizona. Segons el cens del 2000 tenia 1.323 habitants.

## Demografia
Segons el cens del 2000, Dudleyville tenia 1.323 habitants, 454 habitatges, i 345 famílies La densitat de població era de 74,2 habitants/km².
Dels 454 habitatges en un 36,6% hi vivien nens de menys de 18 anys, en un 56,4% hi vivien parelles casades, en un 12,3% dones solteres, i en un 23,8% no eren unitats familiars. En el 20% dels habitatges hi vivien persones soles el 7,7% de les quals corresponia a persones de 65 anys o més que vivien soles. El nombre mitjà de persones vivint en cada habitatge era de 2,91 i el nombre mitjà de persones que vivien en cada família era de 3,35.
Per edats la població es repartia de la següent manera: un 32,8% tenia menys de 18 anys, un 7,4% entre 18 i 24, un 25,5% entre 25 i 44, un 22,7% de 45 a 60 i un 11,6% 65 anys o més.
L'edat mediana era de 33 anys. Per cada 100 dones de 18 o més anys hi havia 101,1 homes.
La renda mediana per habitatge era de 35.592 $ i la renda mediana per família de 37.200 $. Els homes tenien una renda mediana de 31.948 $ mentre que les dones 25.800 $. La renda per capita de la població era de 13.072 $. Aproximadament el 8,6% de les famílies i el 13,6% de la població estaven per davall del llindar de pobresa.

## Poblacions més properes
El següent diagrama mostra les poblacions més properes.